# Port lotniczy Qianjiang Wulingshan
Port lotniczy Qianjiang Wulingshan (IATA: JIQ) – port lotniczy położony w gminie miejskiej Zhoubai, w dzielnicy Qianjiang, w granicach miasta wydzielonego Chongqing, w Chińskiej Republice Ludowej.

## Linie lotnicze i połączenia
| Linia Lotnicza         | Kierunek                                   |
| ---------------------- | ------------------------------------------ |
| China Express Airlines | 1. Chongqing 2. Wenzhou                    |
| Hainan Airlines        | 1. Pekin 2. Guangzhou 3. Haikou 4. Xi’an   |
| Qingdao Airlines       | 1. Chengdu-Tianfu 2. Quanzhou              |
| Spring Airlines        | 1. Chongqing 2. Kunming 3. Szanghaj-Pudong |